# عین‌الله
عین‌الله نام کوچک مردانه با ریشه عربی است، که می‌تواند به افراد زیر اشاره داشته‌باشد:
افراد
- عین‌الله پاشا، ریاضی‌دان و مترجم ایرانی
- عین‌الله باقرزاده، نام شخصیتی خیالی در سری فیلم‌های صمد
- عین‌الله شریف‌پور، نمایندهٔ حوزهٔ انتخابیهٔ ماکو و شوط و پلدشت و چالدران در مجلس شورای اسلامی
- عین‌الله علاء، نمایندهٔ حوزهٔ انتخابیهٔ علی‌آباد کتول در مجلس شورای اسلامی
- عین‌الله محمودی همدانی، پدر صنعت مخابرات ایران